# Goldfasan-Prachtkärpfling

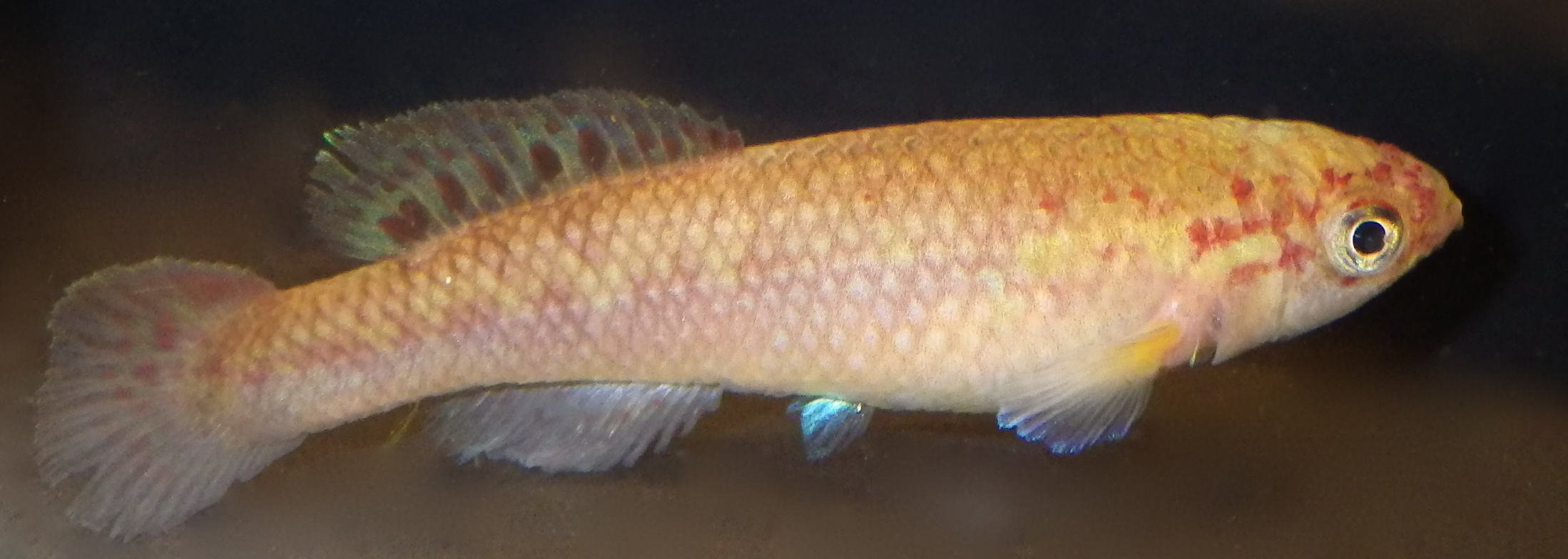
Weibchen

Der Goldfasan-Prachtkärpfling (Callopanchax occidentalis, lat. occidentalis – westlich, bezugnehmend auf das Vorkommen westl. des Dahomey Gap) ist ein westafrikanischer Vertreter der Killifische. Die farbenprächtigen Tiere sind bekannte Aquarienfische, werden aber aufgrund ihrer Ansprüche (siehe Fortpflanzung) und kurzen Lebenserwartung eher selten gehalten. Sie wurden 1911 nach Deutschland eingeführt. Der Name bietet Verwechslungspotential mit den Prachtkärpflingen der Gattung Aphyosemion, als deren Untergattung sie früher auch eingestuft waren.

## Vorkommen
Die Art kommt in Westafrika im Gebiet von Sierra Leone und des westlichen Liberia vor und besiedelt dort vor allem kleine und kleinste Wasseransammlungen und Sümpfe, die jahreszeitlich auch austrocknen können.

## Merkmale
Die Körperform ist gestreckt keulenförmig mit oberständigem Maul. In Gefangenschaft erreichen die männlichen Tiere eine Gesamtlänge von bis zu acht Zentimetern, während die Weibchen etwas kleiner bleiben. Die Grundfarbe geht von einem metallischen orange am Rücken zu einem metallischen Blau auf der Bauchseite über, wobei die Schuppen entsprechend rot bis blau umfasst sind. Rücken- und Afterflosse sind bandförmig ausgebildet, die Schwanzflosse spatelförmig. Alle Flossen weisen rote und bläulichweiße Bänder auf. Vor allem die männlichen Tiere sind sehr farbenprächtig, weibliche Tiere sind deutlich kontrastärmer.

## Lebensweise
Die Tiere leben einzeln oder in lockeren Gruppen in krautigen Flachwasserbereichen und ernähren sich dort von kleineren Wirbellosen und ins Wasser gefallenen Insekten. Die innerartliche Aggressivität ist vor allem bei den Männchen deutlich ausgeprägt.

## Fortpflanzung
Der Goldfasan-Prachtkärpfling gehört zu den Saisonfischen. Als Anpassung an die regelmäßig austrocknenden Habitate werden die Eier im schlammigen Bodengrund abgelegt und machen dort während des Trockenfalls eine Ruhephase durch. Wird das Gewässer in der Regenzeit wieder aufgefüllt, schlüpfen die Jungfische nach kurzer Zeit und werden auch bereits nach acht bis zehn Wochen geschlechtsreif.